# Rosen-Malve

Herbarbeleg

Die Rosen-Malve (Malva alcea), auch Rosenmalve, Spitzblättrige Malve, Sigmarskraut oder Siegmarswurz genannt, ist eine Pflanzenart, die zur Gattung der Malven (Malva) in der Familie der Malvengewächse (Malvaceae) gehört.

## Beschreibung

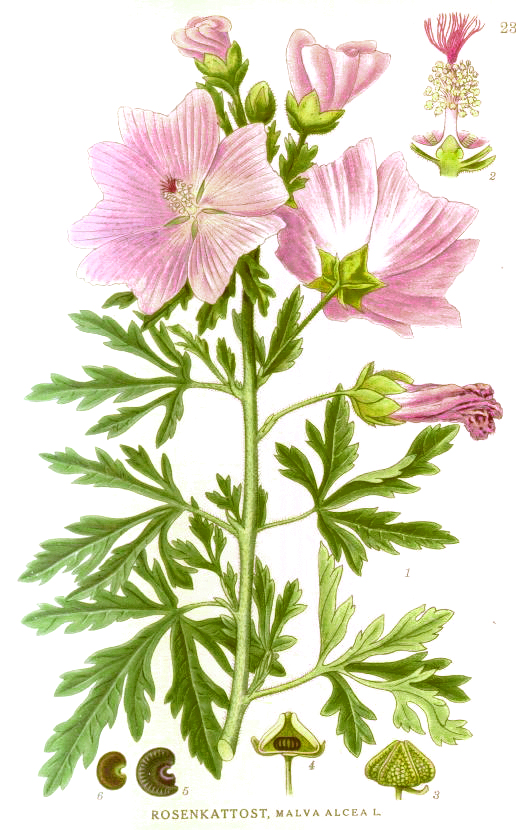
Illustration

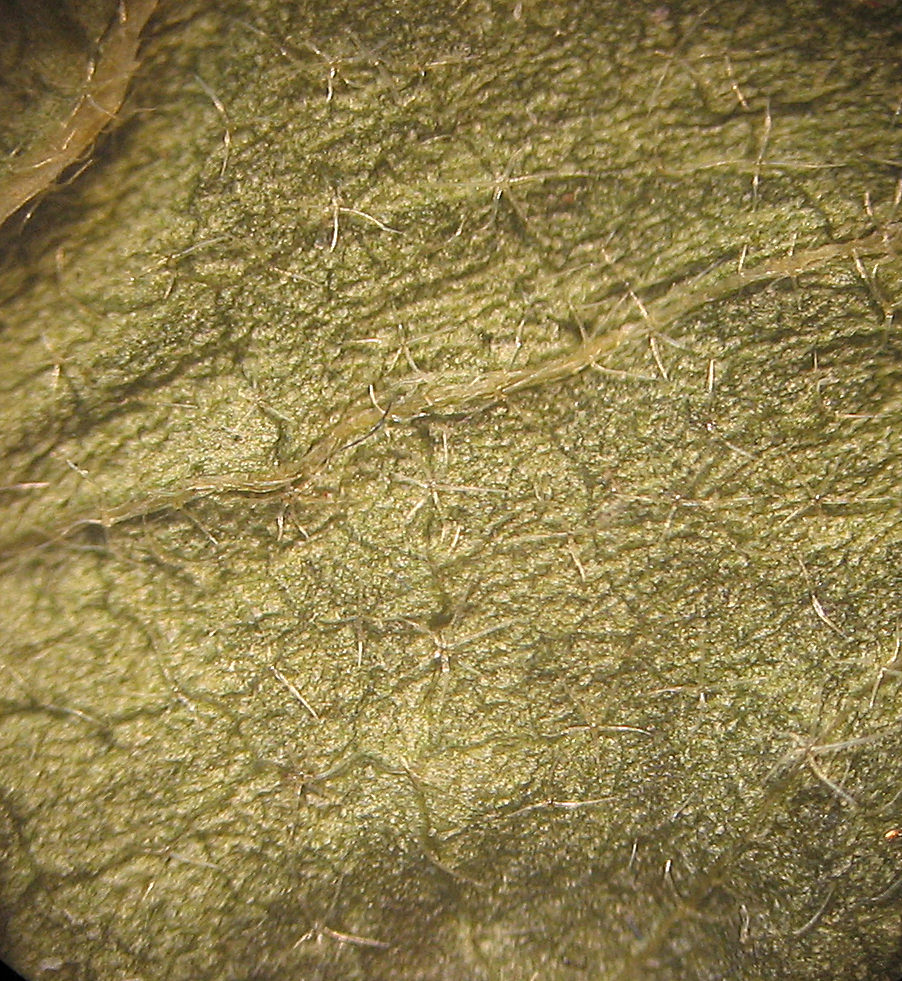
Sternhaare auf einer Blattunterseite

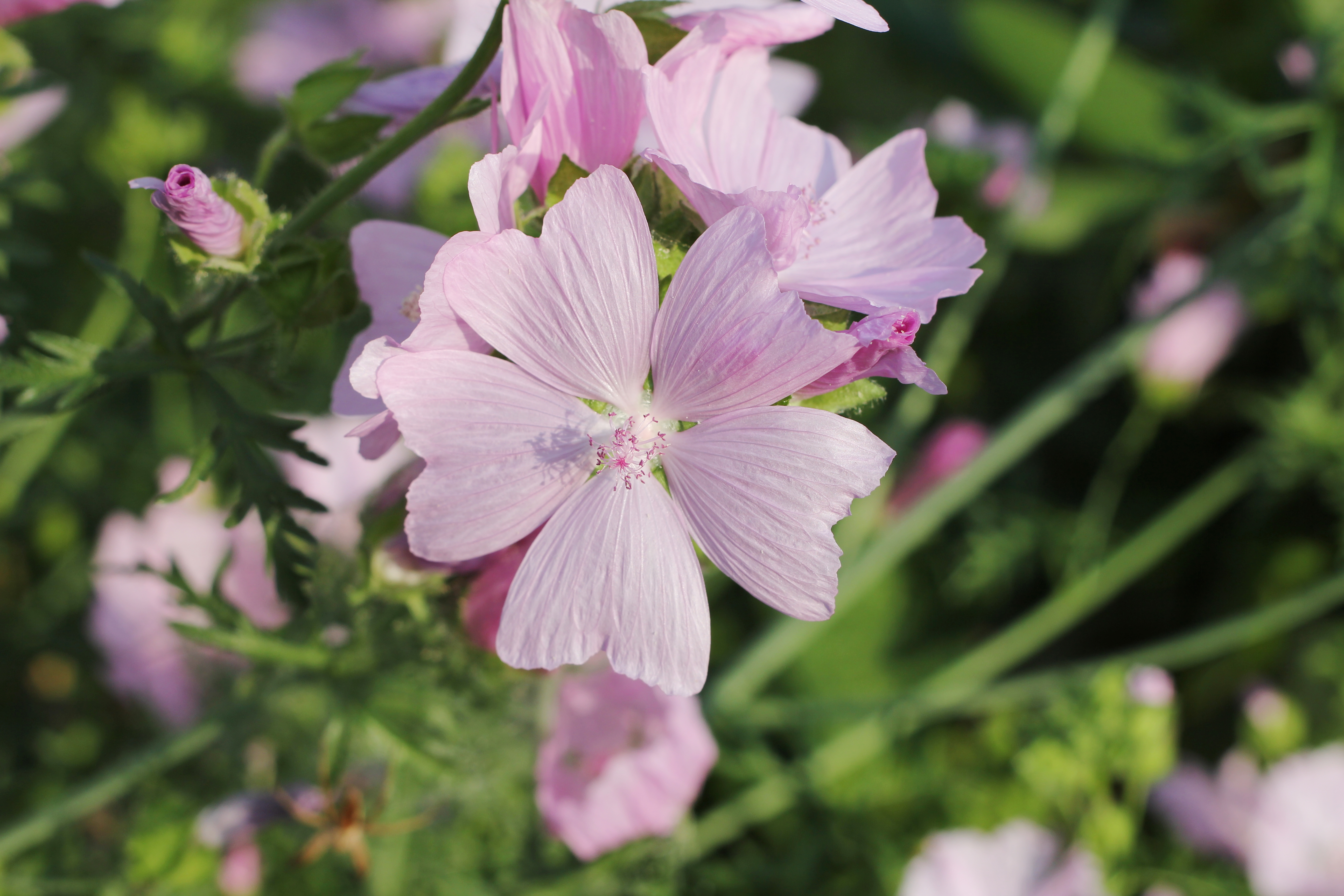
Blütenstand mit Blüten

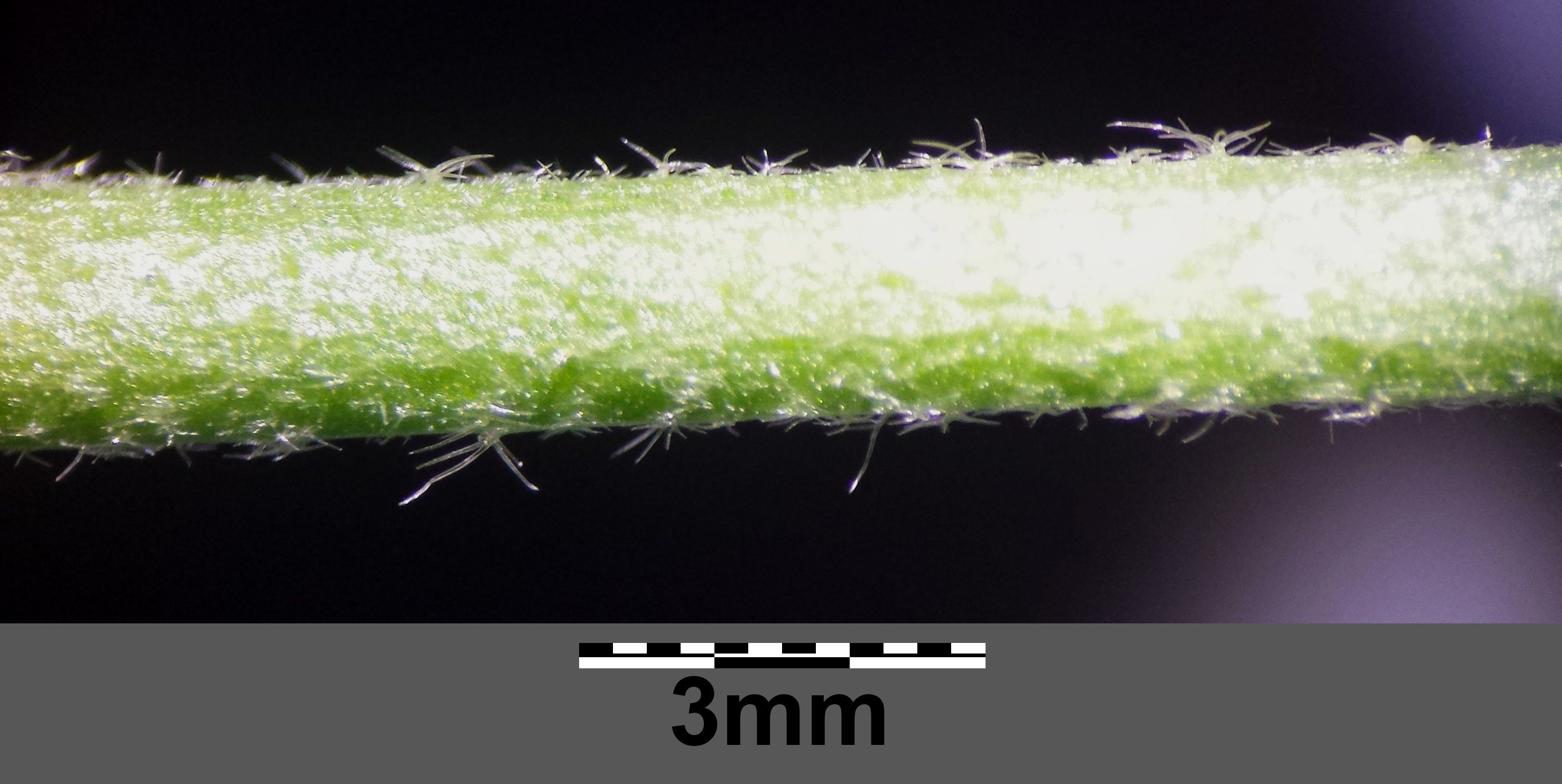
Der Stängel ist mit Sternhaaren besetzt

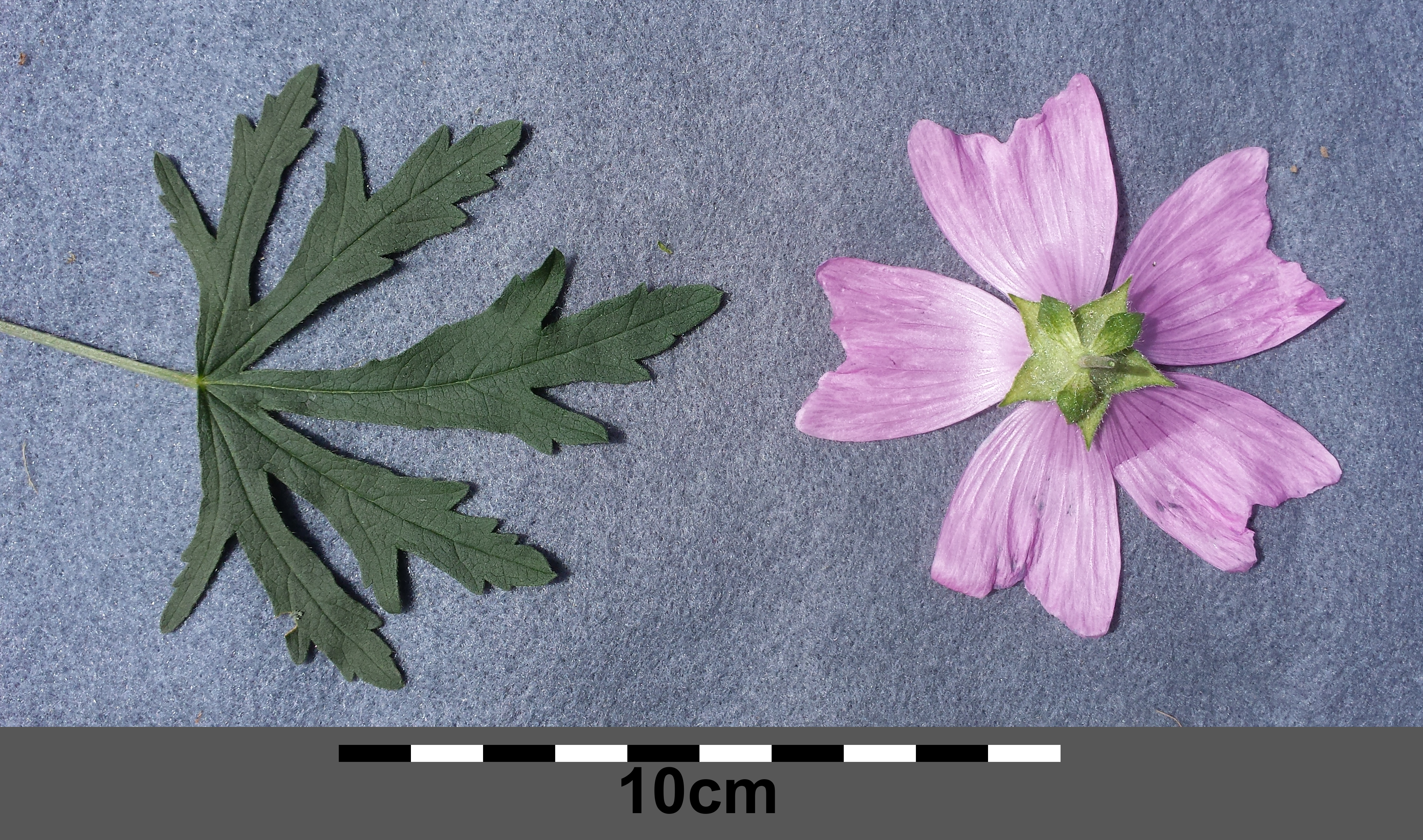
Laubblatt und Blütenrückseite mit Kelch und Außenkelch

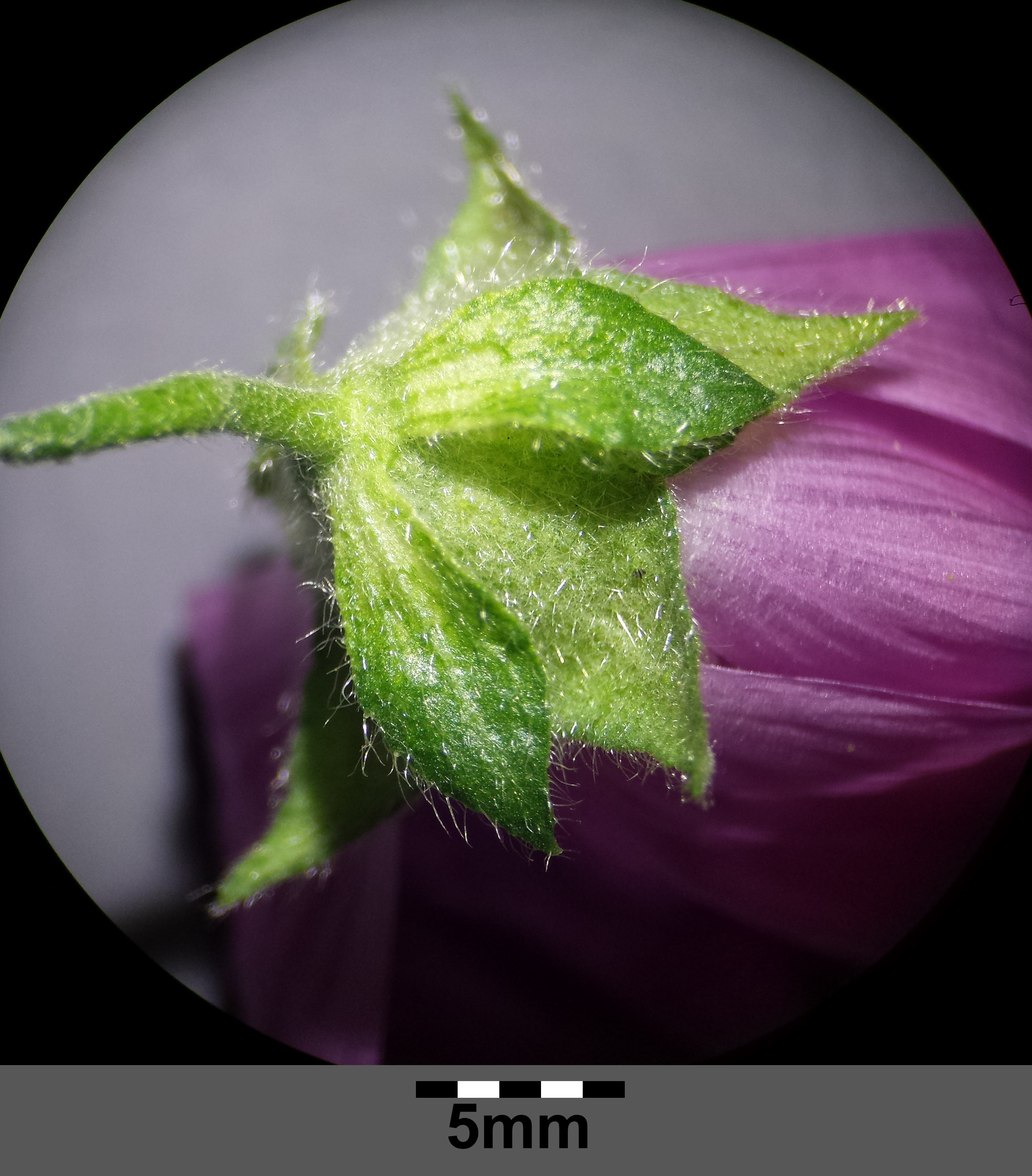
Außenkelch

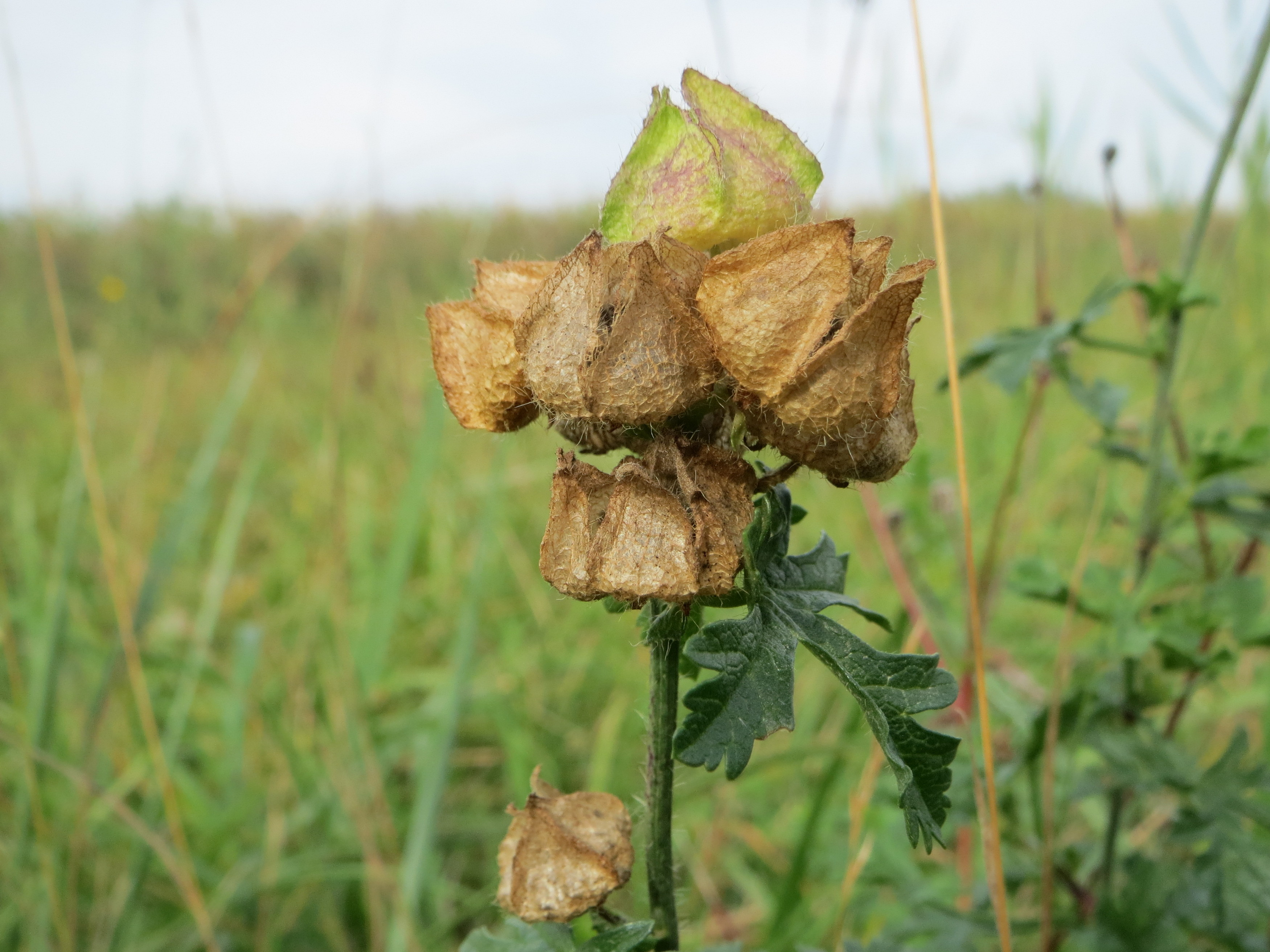
Fruchtstand

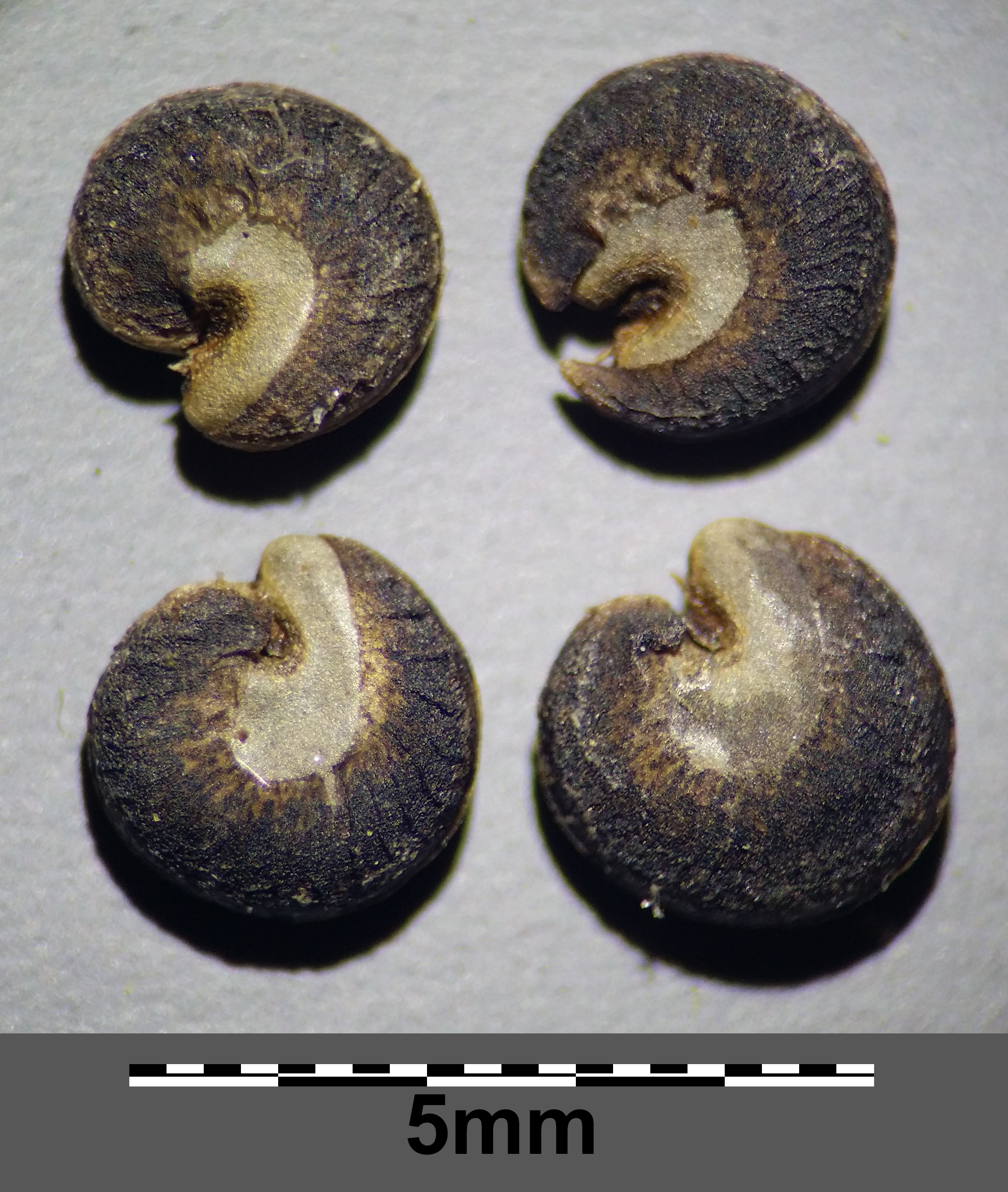
Teilfrüchte

### Vegetative Merkmale
Die Rosen-Malve wächst als sommergrüne, ausdauernde krautige Pflanze, die Wuchshöhen von 50 bis 125 Zentimetern erreicht. Der stets aufrechte Stängel ist im oberen Bereich mit anliegenden einfachen Trichomen und anliegenden (verzweigten) Sternhaaren bedeckt.
Die wechselständig am Stängel angeordneten Laubblätter sind in Blattstiel und Blattspreite gegliedert. Die Blattspreiten der oberen Laubblätter sind sehr tief handförmig in drei bis sieben Abschnitte geteilt, die grob stumpf gezähnt oder auch weiter gegliedert sein können. Die Blattspreiten der unteren Laubblätter sind rundlich bis nierenförmig und kaum geteilt. Die Laubblätter und der Kelch sind mit anliegenden Sternhaaren bedeckt (Indument).

### Generative Merkmale
Die Rosen-Malve blüht vom Juni bis in den Herbst. Die unteren Blüten stehen einzeln in den Achseln von Laubblättern, die oberen stehen in meist traubigen bis doldigen Blütenständen gehäuft.
Die zwittrigen Blüten sind bei einem Durchmesser von 4 bis 7 Zentimetern radiärsymmetrisch und fünfzählig. Die drei grünen Außenkelchblätter sind filzig mit Sternhaaren bedeckt, bei einer Breite von meist 3 bis 4 Millimetern eiförmig bis breit-lanzettlich und verbreitern sich ihrer Basis. Die fünf breiten, rundlich dreieckigen, grünen Kelchblätter sind zur Anthese noch etwa zur Hälfte verwachsen und filzig mit Sternhaaren bedeckt. Vorher bilden sie die Hülle der charakteristischen geflügelten Knospe. Die fünf tief ausgerandeten Kronblätter sind rosafarben bis hell purpurviolett, selten weiß, und 20 bis 35 Millimeter lang. Die vielen Staubblätter sind – typisch für alle Malven – zu einer etwa 1 Zentimeter langen, den Stempel umgebenden Röhre verwachsen, der Columna.
Die Teilfrüchte sind kahl und seitlich querrunzelig.

### Chromosomenzahl
Die Chromosomenzahl beträgt 2n = 84.

## Unterschiede zu ähnlichen Arten
Die Rosen-Malve ist der Moschus-Malve recht ähnlich. Außerhalb der oben erwähnten, breiten Kelchblätter hat die Rosen-Malve noch (meistens) drei frei stehende, schmal-eiförmige Außenkelchblättchen. Bei der Moschus-Malve sind diese sehr schmal und linealisch. Ein weiteres Unterscheidungsmerkmal ist die Gliederung der oberen Stängelblätter. Bei der Moschus-Malve sind die Abschnitte viel stärker gegliedert und mit fast geraden Abschnitten, so dass die Blätter insgesamt filigraner wirken. Die Blüten der Rosen-Malve sind geruchlos, während jene der Moschus-Malve schwach duften können.

## Vorkommen und Gefährdung
Die Rosen-Malve stammt ursprünglich wahrscheinlich aus dem östlichen Mittelmeerraum. Sie gelangte aber wohl schon in frühester Zeit mit den Menschen nach Mitteleuropa (Archäophyt). Dort kommt sie heute auf Ödland (Wegränder, Böschungen, Dämme), meist in Siedlungsnähe vor. Sie gedeiht am besten auf kalkhaltigen und stickstoffreichen Böden. Es gibt Fundortangaben für die Kanarischen Inseln, Spanien, Frankreich, Belgien, Luxemburg, die Niederlande, Dänemark, Schweden, Deutschland, Österreich, die Schweiz, Italien, Korsika, Sardinien, Ungarn, Tschechien, die Slowakei, Slowenien, Kroatien, Bosnien und Herzegowina, Montenegro, Griechenland, Bulgarien, Moldau, die Ukraine und die Türkei. In mehreren weiteren europäischen Ländern kommt Malva alcea als Neophyt vor.
Sie ist in Mitteleuropa eine Charakterart der Ordnung Onopordetalia, kommt aber auch im Leonuro-Ballotetum aus dem Verband Arction vor. In den Allgäuer Alpen steigt sie bis zu einer Höhenlage von 1100 Metern auf. In Südtirol erreicht sie Höhenlagen von 1200 Metern, in Graubünden sogar von 1250 Metern.
Die ökologischen Zeigerwerte nach Landolt et al. 2010 sind in der Schweiz: Feuchtezahl F = 2+ (frisch), Lichtzahl L = 4 (hell), Reaktionszahl R = 4 (neutral bis basisch), Temperaturzahl T = 4 (kollin), Nährstoffzahl N = 4 (nährstoffreich), Kontinentalitätszahl K = 4 (subkontinental).
Die Rosen-Malve ist im nördlichen Alpenraum und nördlichen Alpenvorland, im Gebiet der Böhmischen Masse, sowie im pannonischen Gebiet „stark gefährdet“.

## Taxonomie
Die Erstveröffentlichung von Malva alcea erfolgte 1753 durch Carl von Linné in Species Plantarum, Tomus II, S. 689. Synonyme für Malva alcea L. sind: Malva alcea var. fastigiata (Cav.) K.Koch, Malva bismalva Bernh. ex Lej., Malva fastigiata Cav., Bismalva alcea (L.) Medik., Malva abulensis Cav., Malva alcea subsp. fastigiata (Cav.) O.Bolòs & Vigo, Malva italica Pollini, Malva morenii Pollini, Malva ribifolia Viv., Malva lagascae Lázaro Ibiza & Tubilla

## Nutzung
Ihre Sorten werden als Zierpflanze genutzt.
Wie andere Malven-Arten auch, wurde die Rosen-Malve wegen ihres Schleimstoffgehalts früher in der Volksmedizin eingesetzt. Die medizinischen Wirkungen wurden untersucht.
Die Laubblätter werden roh oder gegart gegessen und besitzen einen guten, milden Geschmack. Die schleimigen Blätter sind ein guter Ersatz oder eine Ergänzung für andere Blattsalate; man kann sie von selbstgesäten Pflanzen vom Frühling bis zur Sommermitte und im Herbst ernten. Die Blüten werden roh gegessen und sind in jedem Salat eine schöne Dekoration, dabei besitzen sie einen milden Geschmack und eine den Laubblättern ähnliche Textur. Die Samen werden roh gegessen; besonders wenn sie voll ausgereift sind, besitzen sie einen angenehmen, nussigen Geschmack. Sie enthalten 15 % Öl. Da sie sehr klein sind, ist die Ernte jedoch relativ mühsam.
Aus den Fasern der Stängel können Taue hergestellt werden. Aus unterschiedlichen Pflanzenteilen kann ein cremefarbener, gelber und grüner Farbstoff extrahiert werden.